# Acétate d'heptyle
L'acétate d'heptyle, aussi connu sous le nom d'acétate d'heptanyle et d'acétate C-7, est un composé organique de la famille des esters carboxyliques. C'est un liquide incolore, soluble dans les alcools formé par estérification de l'acide acétique et de l'heptan-1-ol. CH3COO(CH2)6CH3 est sa formule semi-développée.
L'acétate d'heptyle est utilisé comme arôme alimentaire et en parfumerie pour son odeur fruitée. Il a une odeur fruitée, boisée, proche du rhum, un goût épicé et floral et une texture grasse et savonneuse.